# Басейн Шушан-Матрух
Басейн Шушан-Матрух — нафтогазоносний басейн у Західній пустелі Єгипта, який охоплює території на південний захід, південь та південний схід від приморського міста Мерса-Матрух. Один з основних районів видобутку вуглеводнів у країні.

## Межі басейну
Наразі немає узгодженості відносно поширення басейнів на північному заході Західної пустелі Єгипту. Зокрема, розташована приблизно посередині між містом Мерса-Матрух та оазою Сіва група родовищ в окремих джерелах розглядається як південно-західне продовження суб-басейну Шушан, водночас, протягом 2010-х років у офіційних повідомленнях щодо ведення тут діяльності з розвідки та розробки ця зона іменується басейном Фагур.
Також немає визначеності щодо меж між суб-басейнами (або басейнами) Шушан і Матрух, зокрема, щодо родовища Джейд (Jade) та північно-східної групи родовищ (Тарек та інші).

## Передумови виникнення басейну
На межі кам'яновугільного та пермського періодів від північно-східного узбережжя південної частини Пангеї відкололась смуга мікроконтинентів (Кіммерія), унаслідок чого сучасне північно-східне узбережжя Африки став омивати океан Неотетіс. Значно пізніше, у ранньому та середньому юрському періоді, завершився розпад Пангеї на північну (Лавразія) та південну (Гондвана) частини. Паралельно з розколом між європейською та африканською плитами, зона контакту яких охоплювала сучасне північно-західне узбережжя Африки, на північно-східному узбережжі останньої виникла зона рифтогенезу, яка розщеплювала докембрійський фундамент.
Під час трансгресії океану у середній та пізній юрі в рифтах відбувалось посилене осадонакопичення, зокрема, виникла багата на нафтогазоматеринський матеріал формація Хататба. Дві наступні трансгресії, одна з яких припала на ранню крейду, а інша почалась у середній крейді, призвели до появи формацій Алам-Ель-Буейб та Бахарія, пісковики яких вміщують основні поклади нафти басейну.
Рифтогенез тривав до ранньої крейди, проте у підсумку затухнув та не призвів до розколу африкано-аравійської плити. А у пізній крейді зіткнення аравійського краю цієї плити з внутрішньоокеанічним жолобом субдукції призвело до стискання рифтів та формування серії складчастих структур, які, зокрема, відповідають за нафтогазонакопичення в басейнах Західної пустелі (зона, у якій проходили ці процеси, відома як Сирійська арка).

## Нафтогазоносні геологічні формації
Основними нафтоносними формаціями в басейні Шушан-Матрух виявились крейдові Бахарія (сеноманський ярус) та Алам-Ель-Буейб (неоком та аптський ярус), які формувались у мілководно-морському та флювіально-дельтовому середовищі. Саме з ними виявились пов'язаними запаси нафти у центральній частині басейну на блоках Мелейха, Хальда та родовищі Умбарака.
На північному сході басейну переважають газоконденсатні родовища, проте тут також виявили чимало нафтових покладів у Алам-Ель-Буейб (родовища Матрух, Імхотеп, Фалькон та інші).
В 1999-му на межі центральної та північно-західної частини басейну при тестуванні однієї зі свердловин на родовищі Кахраман С отримали нафту в обсязі 850 барелів на добу з ранньокрейдової формації Харіта (підстилає Бахарію та відноситься до сеноману/альбу). За кілька років на південному заході з розвідувальної свердловини на родовищі Селкіт отримали приплив нафти з тієї ж Харіти на рівні понад 5 тисяч барелів на добу, втім, розміри Селкіт виявились доволі малими.
У ряді випадків виявляли нафтові поклади у середньоюрській формації Хататба як на півночі центральної зони (Північно-Східний Амун, Північно-Західний Фалак), так і на північному сході басейну (Північний Тарек G, Султан), при цьому одна зі свердловин на родовищі Султан також змогла видати на тестуванні понад 5 тисяч барелів на добу.
Втім, дослідження Хататаби (горизонти Нижня Сафа, Верхня Сафа) показало наявність тут переважно газоконденсатних покладів. Це стосується як центрального блоку Хальда, де серед інших виявили родовище Каср (найбільше в історії нафтогазової промисловості Західної пустелі Єгипту), так і північно-східної та північно-західної зон (у останній чи не єдиним родовищем наразі виявилось Обайєд, яке при цьому є другим за розмірами у Західній пустелі).
Хоча основною газоносною формацією блоку є Хататаба, цілий ряд газових покладів виявили і у вже згаданій раніше Алам-Ель-Буейб, приклади чого зустрічаються на північному сході (Александріт, Фалькон, Джейд), на блоці Хальда (окремі свердловини нафтових родовищ Хаят-Яссер і Кенц), а також на південному заході (Хепрі, Атон).
У окремих випадках повідомлялось про продуктивність нижньоюрської формації Рас-Каттара, наприклад на блоці Мелейха на родовищах Фалак та Північна Роса.
У середині 2010-х років вдалось відкрити поклади вуглеводнів у відкладах палеозою. Так, на родовищі Апрій отримали приплив нафти та газу із пісковиків формації Басур (силур-девон), а тестування розташованого поряд родовища Бат показало наявність газоконденсатного покладу у пісковиках формації Шіффах (кембрій та докембрій). Обидва родовища знаходяться на південному заході басейну, на самій межі із басейном Фагур (втім, прояви вуглеводнів із палеозою були отримані вперше за кілька десятків кілометрів північніше, під час розвідки родовища Гідра).
Як нафтоматеринські породи для блоку Шушан-Матрух (як і для більшості родовищ Західної пустелі Єгипту) зазвичай розглядаються відкладення Хататби. Ця формація формувалась у дельтових та мілководно-морських умовах і містить окрім пісковиків вугленосні сланці, багаті на біоматеріал.

## Нафтові родовища центральної частини басейну
У 1970-х роках американська компанія Phillips Petroleum, яка однією з перших узялась за розвідку регіону Західної пустелі, пробурила цілий ряд свердловин у центральній зоні басейну Шушан-Матрух (і всі вони припали на суб-басейн Шушан, який видавався найбільш перспективним). Зокрема, це відбулось на структурах Умбарака, Хальда та Мелейха (безпосередньо роботи провадились через компанію-оператора WEPCO). За первісними результатами комерційним відкриттям визнали лише родовище Умбарака.
Втім, у першій половині 1980-х інші інвестори продовжили розвідку та встановили наявність значних запасів на блоках Хальда (компанія-оператор Khalda Petroleum) та Мелейха (компанія-оператор Agiba). Саме з них почалась історія повномасштабного використання ресурсів басейну Шушан — спершу в 1984-му на блоці Мелейха (окрім власне Мелейха родовища Південно-Східна Мелейха, Аман, Лотус, Захра, Емрі, Фалак, Барді, Карнак, Дорра та інші), а за пару років і на блоці Хальда (окрім власне Хальда родовища Хайат-Яссер, Сафір, Тот, Кахраман-Південь, Кенц, Амун, Тот-Захід, Кахраман, Шурук, Шурук-Схід).

## Газові родовища центральної частини басейну
У 1980-х роках під час розвідки центральної частини блоку Хальда виявили численні нафтові родовища, втім, тестування глибоких горизонтів показало наявність тут переважно газоконденсатних покладів. Так, зі свердловини Salam 3X отримали 1 млн м3 газу на добу, а свердловина Amoun 2 дала приплив у 0,35 млн м3.
В 1994-му свердловина Shams 2X виявила за півтора десятки кілометрів північніше від Салам значне родовище Шамс із покладами у Хататабі.
В 1997-му споруджена на нафтовому родовищі Тот (розташоване всього за півдесятка кілометрів північніше від Салам) свердловина Tut-22 показала на тестуванні рівень у 2,54 млн м3 газу та 4000 барелів конденсату на добу. В подальшому наявність газового потенціалу на Тот підтвердила пробурена 2002 року свердловина Tut-52, з якої отримали приплив у 0,82 млн м3 газу та 781 барелі конденсату з відкладів Хататби.
Газові відкриття могли бути пов'язані також з розташованою вище формацією Алам-Ель-Буейб, як, наприклад, у спорудженій в 1995-му свердловині Salam South1X. В 2001-му свердловина Yasser-19 показала на тестуванні добовий приплив з Алам-Ель-Буейб на рівні 0,62 млн м3 газу та 1560 барелів конденсату, а зі свердловини Kenz-28, що відкрила основний поклад у Алам-Ель-Буейб та другорядний у Хататбі, отримали 0,65 млн м3 газу та 3077 барелів конденсату (нафтові родовища Кенц та Хаят-Яссер лежать південніше від Салам).
2003 рік був відзначений відкриттям у басейні газоконденсатонафтового родовища Каср, розташованого за два з половиною десятка кілометрів на південний захід від Салам. Із запасами, які досягали 700 млн барелів нафтового еквівалента, воно станом на початок 2020-х років є найбільшим та єдиним гігантським родовищем вуглеводнів не лише для басейну Шушан-Матрук, але й для усіх басейнів Західної пустелі Єгипту.
В 2005-му році розвідувальна свердловина Syrah 1X, яку заклали за кілька кілометрів на північний захід від Касру, дала на тестуванні приплив із формації Хататба у 1,31 млн м3 газу (можливо відзначити, що запаси родовища Сірах оцінили у 10 млрд м3 газу та лише 2 млн барелів рідких вуглеводнів).
У 2006-му свердловина Kahraman B-22 виявила під родовищем Кахраман В (кілька десятків кілометрів на північний захід від Салам) газоконденсатний поклад у відкладах Хататби, з якого отримали приплив на рівні 0,45 млн м3 газу та 486 барелів конденсату на добу.
Наступного 2007 року за півтора десятки кілометрів на північний схід від виробничого майданчику родовища Кахраман свердловина Hydra-1x показала на тестуванні приплив з Хататби у обсязі 1,19 млн м3 газу та 1313 барелів конденсату, що стало відкриттям родовища Гідра.
У 2013-му певні обсяги газу виявили під час розвідки в районі на північний схід від Салам. Так, свердловина Amoun NE-1X отримала з двох зон у Хататбі добовий приплив на рівні 0,31 млн м3 газу та 3186 барелів нафти та конденсату. А свердловина Falak NW-1X показала результат з тієї ж формації в обсязі 1200 барелів нафти та 0,17 млн м3 газу на добу.

## Північно-східна група родовищ
У 1987 році за півсотні кілометрів на південний схід від Мерса-Матруху спорудили розвідувальну свердловину Tarek-1, яка виявила газоконденсатне родовище та показала на тестуванні результат у 0,94 млн м3 газу та 3000 барелів рідких вуглеводнів на добу. Це відкриття також належало до блоку Хальда, проте знаходилось за кілька десятків кілометрів від основної групи родовищ. За кілька років по тому, у 1992-му, пул інвесторів у складі норвезької Norsk Hydro та кувейтської (KUFPEC) відкрив у районі на північний схід від Тарек газоконденсатне родовище Рас-Канайєс із продуктивним горизонтом Верхня Сафа формації Хататба.
Втім, розробка газових запасів басейну стала можлива лише після запуску в 1999 році Північного газопроводу, так що продовження активної розвідки північно-східного регіону припало вже на 21 століття. При цьому контроль над розташованими тут концесійними ділянками — Khalda Offset, Matruh, Tarek North, Ras-El-Hekma, Ras-Kanayes — сконцентрувала американська компанія Apache.
В 2002 році ввели в експлуатацію газоконденсатне родовище Матрух, основний поклад якого, як і випадку з Рас-Канайєс, виявився пов'язаний із горизонтом Верхня Сафа формації Хататба. Станом на 2009 рік тут було видобуто 1 млрд м3 газу та 3 млн барелів рідких вуглеводнів.
В 2004-му розвідувальні свердловина Mihos-1X та Imhotep-1X дали на тестуванні гарні припливи з горизонту Нижня Сафа формації Хататба — 1,18 млн м3 газу і 1419 барелів конденсату для першої та 0,8 млн м3 газу і 911 барелів конденсату для другої. Також у Mihos-1X виявили насичені вуглеводнями інтервали у горизонті Верхня Сафа та горизонті Алам-Ель-Буейб 6. Потенціал останнього підтвердили у 2007 році, коли провели повторне освоєння свердловини Alexandrite-1X, яку пробурили ще в 2003-му. При цьому із газоконденсатного покладу в Алам-Ель-Буейб 6 отримали на тестуванні 0,56 млн м3 газу та 4045 барелів конденсату на добу.
Хоча у північно-східному регіоні переважають газоконденсатні родовища, наприкінці 2000-х тут зробили ряд нафтових відкриттів. Так, у 2007-му свердловина Imhotep-2 розкрила на родовищі Імхотеп поклад у Алам-Ель-Буейб 6, тестування якого показало результат у 4082 барелів рідких вуглеводнів та 0,09 млн м3 газу. В 2009-му розвідувальна свердловина Sultan-3x віднайшла родовище із покладами у Хататбі (приплив на тестуванні 5021 барелів нафти та 0,31 млн м3 газу із трьох об'єднаних інтервалів) та Алам-Ель-Буейб 6. Того ж року свердловина NTRK-C-1X видала із Алам-Ель-Буейб 6 результат у 3489 барелів нафти та 0,14 млн м3 газу, а Matruh-5 виявила у горизонті Алам-Ель-Буейб 6 нафтовий поклад із тестовим результатом 2362 барелі на добу. Нарешті, зі свердловини Falcon-1X отримали приплив у 4400 барелів нафти із горизонту Алам-Ель-Буейб 3D.
Того ж 2009-го віднайшли і чергові газові родовища. Тільки-но згадана Falcon-1X виявила поклади у Алам-Ель-Буейб 6 (тестовий результат 1 млн м3 газу та 1953 барелі конденсату) і Верхній Сафі (0,31 млн м3 газу та 415 барелів конденсату). А на свердловинах Adam-1x та Maggie-1x були протестовані горизонти Нижня Сафа, при цьому отримали 0,81 млн м3 «сухого» газу із першої та 1,13 млн м3 газу і 884 барелі конденсату із другої. Окрім юри, у Maggie-1x виявився насичений вуглеводнями резервуар в горизонті Алам-Ель-Буейб 3D.
У 2010-му розвідувальна свердловина Samaa-1X показала сумарний добовий приплив у 1,13 млн м3 газу та 2910 барелів конденсату при тестуванні горизонтів Нижня Сафа та Верхня Сафа, а свердловина Opera-1X дала 890 барелів нафти із горизонту Алам-Ель-Буейб 3D.
У результаті описаних вище відкриттів видобуток лише з концесійної території Матрух досягнув у 2010 році рівня 3,67 млн м3 газу та 18 тисяч барелів конденсату на добу.
В першій половині 2010-х на північному сході басейну виявили ще кілька родовищ. Так, 2013-го розвідувальна свердловина NTRK-G-1X показала добовий приплив із Верхньої Сафи у 0,42 млн м3 газу та 1522 барелі конденсату на добу. Наступного року на свердловині NTRK-H-1X отримали 0,56 млн м3 газу та 250 барелів конденсату із Нижньої Сафи. Того ж 2014-го чергова розвідувальна свердловина Herunefer-1X показала при тестуванні Нижньої та Верхньої Сафи комбінований результат у 1,38 млн м3 газу та 7700 барелів конденсату на добу.

## Родовища північного заходу басейну
Найбільшим успіхом при розвідці суб-басейну Матрух стало виявлення газоконденсатного родовища Обайєд — другого за розмірами запасів у Шушан-Матрух, а також серед усіх басейнів Західної пустелі Єгипту.
Також об'єктами розвідки стали структури на ліцензійних територіях North Matruh та North Umbaraka, хоча станом на кінець 2010-х років тут рахувались лише певні потенційні ресурси газу.

## Південно-західна група родовищ
Наприкінці 1980-х років компанія Phillips Petroleum (діяла через компанію-оператора WEPCO) розпочала розвідку південніше від родовища Умбарака на ліцензійному блоці Умбарака-Південь, який лежить на межі з басейном Фагур. В 1989-му тут виявили родовища Сет (Sethos) і Хепрі (Khepri), розміри яких уточнили за допомогою споруджених за два роки оціночних свердловин. На тестуванні зазначені родовища показали припливи нафти в обсязі 4000 та 342 барреля на добу відповідно, при цьому були також виявлені газоконденсатні поклади, які дали добовий результат у 1,41 млн м3 газу та 3300 барелів конденсату для Сет і 0,77 млн м3 газу та 1200 барелів конденсату для Хепрі (в обох випадках наведені дані стосуються двох продуктивних зон).
В 1998 році у цьому ж регіоні спорудили дві успішні розвідувальні свердловини на концесійній території Khalda Offset, де група інвесторів на чолі з Repsol провадила роботи через компанію-оператора Khalda Petroleum (остання на той час вже стала оператором і для Умбарака-Південь). Свердловина Nakhaw-1X дала на тестуванні приплив у 0,54 млн м3 газу та 732 барелі конденсату на добу із горизонту Алам-Ель-Буейб D1, а Renpet-1X показала добовий результат на рівні 850 барелів нафти.
В 2002 році (на цей час серед інвесторів Khalda Petroleum залишилась лише американська компанія Apache) у регіоні виявили нафтове родовище Селкіт, споруджена на якому розвідувальна свердловина Selkit-1X показала на тестуванні приплив у 5100 барелів на добу із формації Харіта.
В 2003-му свердловина Atoun-1 встановила наявність покладів у горизонтах Алам-Ель-Буейб 3C та 3E, з яких отримали добовий результат на рівні 1,3 млн м3 газу та 412 барелів конденсату.
2007-го в районі на північний схід від Сет у результаті спорудження розвідувальної свердловини Hathor Deep 1X отримали газ із горизонту Алам-Ель-Буейб 6 та нафту із горизонту Алам-Ель-Буейб 3D (тестовий результат 0,34 млн м3 та 1237 барелів на добу відповідно).
В 2014-му на південний захід від цієї групи родовищ, на самій межі із басейном Фагур відкрили родовища Апрій та Бат. На першому з них розвідувальна свердловина Apries-1X показала на тестуванні добовий результат у 4389 барелів нафти та 0,4 млн м3 газу із палеозойської формації Басур. Водночас, зі свердловини Bat-1X отримали приплив у 0,88 млн м3 газу та 390 барелів конденсату на добу з іншої палеозойської формації Шіффах. В цьому ж районі у першій половині 2010-х було виявлене родовище Геб (свердловини Geb-1X, Geb-2X та Shu-1X).

## Інші відкриття
У 2007-му в районі між центральною та північно-східною групами родовищ розвідувальна свердловина Jade-1X показала на тестуванні приплив із Верхньої Сафи на рівні 0,72 млн м3 на добу. Оскільки одночасно у Алам-Ель-Буейб виявили потужний інтервал, насичений вуглеводнями, того ж року спорудили свердловину Jade-2X, що видала по горизонту Алам-Ель-Буейб 6 добовий результат у 0,75 млн м3 газу та 1325 барелів конденсату. Станом на 2012 рік з родовища Джейд вже видобули 12 млн барелів нафти та 3,6 млрд м3 газу.
В 2013-му розвідувальна свердловина Jade-N-2X виявила продуктивний інтервал у горизонті Алам-Ель-Буейб 3G із тестовим припливом 0,32 млн м3 газу та 146 барелів конденсату на добу.
У 2021 році компанія Eni пробурила розвідувальну свердловину SWM-4X, яку заклали за 35 км південніше від родовища Мелейха в межах концесійного блоку South West Meleiha. Свердловина виявила нафту у відкладах Бахарії та показала на тестуванні результат у 1800 барелів на добу.

## Інфраструктура басейну
У середині 1980-х, одночасно із початком масштабної розробки нафтових родовищ блоків Хальда та Мелейха, ввели в дію головний нафтопровід Мелейха – Ель-Хамра, який забезпечує видачу нафти та конденсату до спеціалізованого порту Ель-Хамра на середземноморському узбережжі (а з середини 2010-х — також до єгипетських НПЗ у александрійській агромерації).
В 1999 році завдяки спорудженню Північного газопроводу стала можливою повномасштабна розробка газових запасів басейну (до того лише обмежені обсяги блакитного палива спрямовувались на місцеві потреби по трубопроводу Салам – Мерса-Матрух). Також тоді став до ладу Південний газопровід, який надає резервний доступ до інфраструктури басейну Абу-Ель-Гараді.